# Кырки
Кырки (узб. qirqlar, по-ногайски (قرق), туркм. kyrklar) — средневековое тюркоязычное племя, со временем вошедшее в состав туркмен, каракалпаков, казахов и узбеков. Племенные общности кырк (кырык) встречаются также в составе кыргызов, ногайцев, башкир и азербайджанцев.. 

## История
Узбеки-кырки
Самое раннее упоминание о средневековых узбеках-кырках относится к XVI веку. Судя по их родовому составу можно предположить, что они представляли собой конгломерат потомков некоторых средневековых тюркоязычных племён. Согласно преданиям и данным источников, формирование кырков происходило после походов Чингисхана в Среднюю Азию, однако кырки не упоминаются ни в составе войска Чингисхана, ни среди местных домонгольских тюркоязычных племён.
Средневековые источники сообщают, что кырки входили в состав 92 «узбекских племен». В сочинении XVI в. ферганского автора Ахсикенти «Мажмуа ат таварих» и сочинении «Тухфат ат-таварих-и хани» XIX в. они указаны на третьем месте. 
Казахский историк и этнограф XIX в. Ч. Валиханов зафиксировал предания о 96 узбекских племенах, в число которых входили минги, юзы и кырки. По его мнению они являлись потомками древних тюрков. Некоторые авторы упоминают кырков в числе племён тюрко-монгольского происхождения. 
В первой половине XVIII века узбеки рода кырк по данным «Тухфат-и хани» в основном населяли Джизакскую область. Кырки приняли участие и в формировании узбекского населения Ферганы , а в Коканде было два квартала с наименованием Кырк . Кырки входили в состав родового войска (эльнавкар) бухарских эмиров из узбекской династии мангыт и участвовали в коронации.
Согласно одной из версий, наименование этнонима кырк в составе узбеков происходит от тюркского слова «кырк» (сорок).
Узбеки-кырки говорили на кипчакском диалекте узбекского языка.
Туркмены-кырки (кырыки)
Согласно труду хулагуидского историка XIII-XIV вв. Рашид-ад-Дина Джами ат-Таварих, у древнего родоначальника огузских народов Огуз-хана было шестеро сыновей, каждый из них имел по четыре сына. Сын Огуз-хана Йылдыз-хан имел сыновей Авшар, Кырык (Кызык), Бекдили, Каркын (или Каркиз), ставших родоначальниками одноименных огузских (туркменских) племен. Сподвижники Огуза-хана и некоторые двоюродные его братья из присоединившихся к нему стали основателями таких племен как Уйгур, Канлы, Кипчак, Карлук, Калач и Агач-эри.
Согласно туркменскому этнографу С.Атаниязову (со ссылкой на Джами ат-Таварих Рашид-ад-Дина), туркменский род кырк ведет свое происхождение от средневекового огузского племени карык (кырык), при этом изначальное наименование этнонима со временем трансформировалось в форму кырк.
Советский историк и этнограф Д.Еремеев сопоставляет туркменский род кырк с кырками Османской империи, которых он отождествляет с анатолийским племенем кырыклы (кызык), а также с огузским племенем кызык из исторического труда «Родословная туркмен» Хорезмского правителя и историка XVII века Абу-ль-Гази.

## В составе современных народов
Родовой состав узбекского племени кырков
В источниках встречается  общее название кырк-юз. Известно, что кырки поддерживали родственные связи с узбекским племенем юзов на территории долины Зерафшана.
Исследователь Х. Дониёров приводит следующий список крупных родов узбекского племени кырков: коракуйли, корача, молтоп, мулкуш, чапрашли, чорткесар. Карача в свою очередь делились на: балки, жангга, чекли, кучекли, чувуллок. Молтопы делились на: бойлар тупи, кавуш тупи, оюв (айик) тупи, беклар тупи. Кроме этого в составе кырков Галляарала, Джизака и Булунгура встречались следующие родовые подразделения: куя бош, кук гумбоз кырк, сугунбой, куёнкулокли, кошика булок (қашқабулоқ), тук чура, уч киз, куш кавут кырк (кешковут), кора чивар, тангили.
По материалам переписи 1920 г. в трёх западных уездах Самаркандской области жило, по меньшей мере, 13 тысяч узбеков рода кырк.
Подразделение туркмен
В настоящее время, подразделение кырк входит в состав туркменских этнографических групп эрсары (колена ламма, ок, сулеймен), гёклен (колено додурга), теке (подразделение тогтамыш) и човдур (колено игдыр), проживающих в Лебапском, Балканском, Дашогузском и Ахалском велаятах Туркменистана.
Подразделение башкир
В составе башкирского народа, имеются следующий род с наименованием кырк кырктар. Согласно одной из версий, кырки имеют древнеусуньское происхождение.  

## В составе каракалпаков
В составе приаральских каракалпаков подразделения ктай был род кырк, которых считали прикочевавшим из Бухары и присоединившимся к каракалпакам во времена ногаев.
Подразделение ногайцев
В составе родоплеменных родов ногайцев упоминаются такие названия как: кирк, кырк; крык улус.

## Топонимия
Тюркское слово кырк - сорок, а также позднее племя кырк оставило свои следы в топонимии разных стран и регионов:
Туркменистан
Кырк - аул в Дашогузском велаяте; Кыркгара - аул в Дашогузском велаяте; Кыркойы - пустынная местность в Дашогузском велаяте.
Турция
Ил Кыркларэли и город Кыркларэли; ил Кырыккале и город Кырыккале; деревня Кырык в иле Кастамону.
Крымский полуостров
Кыркъ-Йер (также, Кырк-Ор или Кырык-Ор)— исторический регион проживания крымских караимов, переводится как «земля тюркского племени кырков».
Кырк — прежнее название упразднённого села Красный Крым Симферопольского района Крыма; Кырк — прежнее название села Хлебное Белогорского района Крыма; Кырк — исчезнувшее село в Советском районе Крыма; Кырк — исчезнувшее село в Кировском районе Крыма; Кырк-Байрак — горная вершина; Кырк-Азиз - пещера.